# Kasper Olsen
Kasper Bangstrup Olsen (født 1991) er en dansk atlet som stiller op for Hvidovre AM.
Kasper Olsen vandt som 19-årig sølv ved inde-DM på 200 meter 2011.
Kasper Olsen er Rasmus Olsens lillebror.

## Danske mesterskaber
- Sølv 2011 200 meter-inde 22,43
- Sølv 2015 60 meter-inde 7.02

## Personlige rekorder
- 100 meter: 10,93 (+0.9) Odense Atletikstadion 27. juni 2010
- 200 meter: 21.74 (+2.0) Østerbro Stadion 8. September 2012
- 300 meter: 34,21 Hvidovre Stadion 10. August 2018
- 400 meter: 48,43 Århus stafion 25. Juni 2016
- 50 meter-inde: 6,11 Hvidovre Atletikhal 9. januar 2011
- 60 meter-inde: 6,93 Skive, 27. februar 2016
- 200 meter-inde: 21,94 Växjö Sverige 13. februar 2016
- 400 meter-inde: 50,41 Sparbank Arena i Skive 28. februar 2009